# François Blais (député provincial)
Pour les articles homonymes, voir François Blais.
François Blais, né le 27 janvier 1961 à Saint-Patrice-de-Beaurivage (Québec), est un universitaire et homme politique québécois.
Élu député libéral de la circonscription électorale provinciale de Charlesbourg dans la région de la Capitale-Nationale, à l'élection générale du 7 avril 2014, il occupe le poste de ministre de l'Emploi et de la Solidarité sociale du Québec du 23 avril 2014 au 27 février 2015 et du 28 janvier 2016 au 18 octobre 2018. Il est défait en 2018.

## Biographie
Né le 27 janvier 1961 à Saint-Patrice-de-Beaurivage, François Blais termine ses études secondaires à la polyvalente Benoît-Vachon (Sainte-Marie de Beauce) en 1978. Il obtient en 1983 un diplôme en service social de l’Université Laval, puis une maîtrise et un doctorat en philosophie à l’Université du Québec à Montréal. Il enseigne à partir de 1992 à l'Université Laval au département de science politique ainsi que dans différentes universités dans le monde. Il est doyen de la Faculté des sciences sociales de l'Université Laval de 2006 à 2014.

### Carrière politique
Lors des élections générales québécoises de 2014, François Blais se présente comme candidat du Parti libéral du Québec dans la circonscription de Charlesbourg dans la région de Québec. Il y affronte, entre autres, Denise Trudel, la candidate caquiste sortante, et Dominique Payette, la candidate péquiste, mairesse de Lac-Delage et collègue de l'Université Laval. Le 7 avril 2014, il remporte l'élection avec une majorité de 3 881 voix.
Nommé ministre de l’Emploi et de la Solidarité sociale du Québec le 23 avril 2014 dans le gouvernement Couillard, il assume dix mois plus tard, le 27 février 2015, le poste de ministre de l'Éducation, de l'Enseignement supérieur, de la Recherche et des Sciences du Québec et de ministre responsable du Loisir et des Sports avant de retrouver, le 28 janvier 2016, ses responsabilités de ministre de l’Emploi et de la Solidarité sociale. Il conservera ce poste jusqu'au 18 octobre 2018, date de la formation du premier cabinet ministériel du gouvernement Legault. Il est notamment chargé par le premier ministre Philippe Couillard de se pencher « sur l’amélioration de nos outils de soutien du revenu dans la direction de l'instauration d'un revenu minimum garanti, domaine dans lequel il possède une grande expertise ».
Le 2 avril 2016, il est nommé également ministre responsable de la région de la Capitale-Nationale, en remplacement de Sam Hamad. Il assumera cette responsabilité jusqu'au 11 octobre 2017, cédant alors le poste au député de Jean-Talon, Sébastien Proulx.
De nouveau candidat dans Charlesbourg lors des élections générales de 2018, il est défait par plus de 10 000 voix par Jonatan Julien, le candidat de la Coalition avenir Québec qui forme un gouvernement majoritaire.

### Retour à l'enseignement
Une semaine après sa défaite électorale, François Blais annonce qu'il est réintégré comme professeur à l'Université Laval avec un retour à son bureau de professeur dès la semaine suivante. Il redonnera des cours dès le mois de janvier suivant. Il enseigne le cours Idées politiques et société juste qui est obligatoire au tronc commun du baccalauréat en politique.

## Travail sur lerevenu garanti
En 2001, il publie l'ouvrage économique Un revenu garanti pour tous : introduction aux principes de l'allocation universelle, préfacé par l'économiste belge Philippe Van Parijs dans lequel il affirme :
- « Ceux qui nous dirigent, et une bonne partie de ceux qui nous élisent, demeurent étrangers à la pauvreté et l’exclusion »
- « Je crois fermement que l’allocation universelle se retrouvera au cœur des propositions de réforme de la politique sociale du XXIe siècle. Nous devons nous y préparer sans plus attendre. »

## Résultats électoraux
|                                                                                               | Nom                      | Parti              | Nombre de voix | %      | Maj.   |
| --------------------------------------------------------------------------------------------- | ------------------------ | ------------------ | -------------- | ------ | ------ |
|                                                                                               | Jonatan Julien           | Coalition avenir   | 19 985         | 48,1 % | 10 666 |
|                                                                                               | François Blais (sortant) | Libéral            | 9 319          | 22,4 % | -      |
|                                                                                               | Élisabeth Germain        | Québec solidaire   | 5 613          | 13,5 % | -      |
|                                                                                               | Annie Morin              | Parti québécois    | 4 868          | 11,7 % | -      |
|                                                                                               | Valérie Tremblay         | Conservateur       | 1 530          | 3,7 %  | -      |
|                                                                                               | Daniel Pelletier         | Équipe autonomiste | 212            | 0,5 %  | -      |
| Total                                                                                         | Total                    | Total              | 41 527         | 100 %  |        |
| Le taux de participation lors de l'élection était de 73,4 % et 821 bulletins ont été rejetés. |                          |                    |                |        |        |

|                                                                                               | Nom                      | Parti              | Nombre de voix | %      | Maj.  |
| --------------------------------------------------------------------------------------------- | ------------------------ | ------------------ | -------------- | ------ | ----- |
|                                                                                               | François Blais           | Libéral            | 16 934         | 42,1 % | 3 881 |
|                                                                                               | Denise Trudel (sortante) | Coalition avenir   | 13 053         | 32,4 % | -     |
|                                                                                               | Dominique Payette        | Parti québécois    | 7 215          | 17,9 % | -     |
|                                                                                               | Marie Céline Domingue    | Québec solidaire   | 1 936          | 4,8 %  | -     |
|                                                                                               | Milan Jovanovic          | Conservateur       | 450            | 1,1 %  | -     |
|                                                                                               | Sylvain Fiset            | Parti nul          | 315            | 0,8 %  | -     |
|                                                                                               | Guillaume Cyr            | Option nationale   | 257            | 0,6 %  | -     |
|                                                                                               | Daniel Lachance          | Unité nationale    | 52             | 0,1 %  | -     |
|                                                                                               | Normand Fournier         | Marxiste-léniniste | 40             | 0,1 %  | -     |
| Total                                                                                         | Total                    | Total              | 40 252         | 100 %  |       |
| Le taux de participation lors de l'élection était de 76,9 % et 431 bulletins ont été rejetés. |                          |                    |                |        |       |